# شیمس
استفان فارلی (به انگلیسی: Stephen Farrelly، به ایرلندی Stíofán Ó Fearailhaile) (زادهٔ ۲۸ ژانویه ۱۹۷۸) ملقب به شیمِس یک کشتی‌گیر حرفه‌ای  و بازیگر اهل ایرلند است. او در ابتدا در fcw شروع به کشتی گرفتن کرد و در سال ۲۰۰۹ به wwe پیوست و توانست در یک مسابقه تی ال سی جان سینا را شکست داد. بعد با بیگ شو وارد یک فیود شد نتیجهی تین فیود از دست دادن کمربند بود . وی برای بار دوم نیز در یک مسابقه ی استیل کیج با دخالت نکسس پیروز میدان شد‌. وی یکبار برنده رویال رامبل شده است . شیمس در هنگامی که در اوج بود درسال ۲۰۱۴ یک کاراکتر منفور شد . وی هم اکنون یک کاراکتر فیس و مردمی است و با بلادلاین در فیود است . اودر سروایور سریز ۲۰۲۲ در اولین مسابقه وارگیمز در بالاترین سطح  به همراه برالینگ بروتز ، درو مکینتایر و کوین اونز در مقابل بلاد لاین قرار گرفت.و در آن مسابقه تن به شکست داد
.

## زندگی
فارلی در Cabra، دوبلین متولد شد و در آن شهر معروف شد. پدر او یک بدنساز بود. فارلی زبان ایرلندی اسکاتلندی را روان صحبت می‌کند. او در طول سال‌های مدرسه تا سن سیزده سالگی در گروه کر Palestrina خواند، به عنوان بخشی از آن او در نمایش اواخر اواخر و زنده در برنامهٔ تلویزیونی ظاهر شد.

## دوره کشتیحرفه‌ای

### حضور در wwe
شیمس در اواسط سال ۲۰۰۹ از FCW به WWE آمد و ابتدا در برند ECW فعالیت کرد وی ابتدا با کشتی‌گیرانی نظیر شلتون بنجامین و گلداست درگیر بود و سپس اعلام کرد می‌خواهد سرتایتل ECW با قهرمان آن کمربند یعنی کریسچن مبارزه کند اما شیمس به دلیل مبارزات خوب به برند اول کمپانی یعنی راء منتقل شد شیمس در اولین حضور در پی پی وی در سوروایورسریز در تیم دمیز قرار گرفت تا در مقابل تیم جان موریسن مبارزه کند شیمس موفق شد آخرین عضو تیم حریف یعنی خود جان موریسن را پین کند و تیم خود را پیروز کند. شیمس دریکی از راءها در یک بتل رویال شرکت کرد که برنده می‌توانست حریف جان سینا در تی ال سی برای کسب کمربند wwe champion باشد شیمس در این بتل رویال خوب عمل کرد و موفق شد چند نفر از جمله آخرین نفر کوفی کینگستون را حذف کند و جواز مسابقه با جان سینا را پیدا کند. در پی پی وی تی ال سی شیمس در اولین مسابقه رسمی خود بر سر کمربند در برابر جان سینا در یک مسابقه تیبلز قرار گرفت و موفق شد با پیروزی در این مسابقه صاحب کمربند wwe champion شود. شیمس در یکی از راءها برابر جان سینا قرار گرفت که این بازی بر سر تایتل بود که شیمس بازی را دیسکوالیفای کرد و جان سینا برنده شد اما کمربند نزد شیمس باقی‌ماند بعد از این مسابقه رندی اورتن برای مسابقه با شیمس در رویال رامبل انتخاب شد شیمس در راو دیگری برابر جان سینا در یک مسابقه معمولی قرار گرفت اما با دخالت اورتن بازی به نفع شیمس دیسکوالیفای شد. در پی پی وی رویال رامبل بازی با دخالت کودی رودز به نفع شیمس دیسکوالیفای شد. شیمس باری دیگر در راء باربر اورتن قرار گرفت که این بار هم بازی با دخالت کودی رودز به نفع شیمس دیسکوالیفای شد. در پی پی وی الیمینیشن چمبر شیمس برای دفاع از کمربندش به مصاف تریپل اچ. رندی اورتن. جان سینا. تد دیبیاسی و کوفی کینگستون قرار گرفت که کوفی کینگستون را حذف کرد اما توسط تریپل اچ پین شد و حذف شد و جان سینا قهرمان شد. بعد از باخت کمربند شیمس با تریپل اچ درگیر شد و در رسلمینیا ۲۶ این دو به مصاف هم رفتند که شیمس شکست خورد. در ماه بعد در پی پی وی اکستریم رولز دوباره به مصاف تریپل اچ رفت قبل از آغاز بازی شیمس به تریپل اچ حمله کرد و باعث مصدومیت او شد اما بازی برگزار شد و شیمس موفق شد تریپل اچ را شکست دهد و باعث مصدومیت ده‌ماهه تریپل اچ شود. در پی پی وی بعدی اور د لیمیت شیمس مسابقه نداشت اما در مین اونت این پی پی وی جان سینا در حال ترک سالن بود که شیمس به او بروگ کیک زد در پی پی وی بعدی فیتال فور وی شیمس در یک مسابقه چهار نفره برای کسب کمربند قهرمانی wwe برابر جان سینا قهرمان کمربند و ادج و رندی اورتن قرار گرفت و موفق شد با دخالت گروه نکسوز در بازی با پین کردن جان سینا دوباره کمربند را صاحب شود. در پی پی وی مانی این دِ بنک شیمس برای دفاع از کمربندش در مقابل جان سینا قرار گرفت و موفق شد با دخالت نکسوز زودتر از قفس بیرون برود و قهرمان باقی‌ماند.

## درگیری با شیلد
شیمس در ۲۰۱۳ با رندی اورتون صمیمی شد و با او یک تیم درست کرد و به جنگ با شیلد پرداخت که نهایتاً اورتون و شیمس و بیگ شو در رسلمینیا ۲۹ مقابل شیلد شکست خوردند

## بازگشت در رویال رامبل ۲۰۱۴ و قهرمانی کمربند UNITED STATES CHAMPION
وی بعد از شرکت در مانی این د بنک مصدوم شد ولی در رویال رامبل برگشت.
بعد از بازگشت در رویال رامبل او توانست مسابقه‌های زیادی را برنده شود.
او نیز بعد از پی پی وی اکستریم رولز توانست کمربند UNITED STATES CHAMPION را از دین امبروز بگیرد.

## درگیری با روسف و پیوستن موقت به تیم سینا در سروایور سریز ۲۰۱۴
شیمس 19روز قبل از سروایور سریز در یک مسابقه سر کمربند سنگین وزن یونایتد استیت به مساف روسف رفت که با سابمیشن اکولید شکست خورد و 10 روز بعد شیمس توسط مارک هنری به روی میز افتاد و مصدوم شد و پس عمل جراحی برگشت.

## بازگشت و تبدیل شدن به چهره منفی، مِستِر مانی این دِ بَنک (۲۰۱۵) و دِ بار
شیمس پس از بهبود درحالیکه حالا یک چهره منفی(Heel) بود در یکی از قسمت‌های راو بازگشت. در رویداد مانی این د بنک و در مسابقه نردبان مانی این د بنک با حضور دالف زیگلر، نِویل، رومن رینز، رندی اورتن، کوفی کینگستون، کین و خود شیمس بود، رینز سرآخر مشغول بالا رفتن از نردبان و برداشتن چمدان بود که ناگهان بری وایت در رینگ حاضر شد و رینز را از نردبان پایین انداخته و به او فن تمام‌کننده خود یعنی "Sister Abigail's Kiss" را زد و بدین ترتیب مانع از موفقیت او شد؛ پس از کمی کش و قوس هم سرانجام این شیمس بود که موفق به برداشتن چمدان و تبدیل شدن به صاحب چمدان مانی این د بنک گردید.شیمس در رزمگاه (۲۰۱۵) به رندی اورتن باخت اما در سامر اسلم (۲۰۱۵) تلافی کرد و اورتن را شکست داد.شیمس در شب قهرمانان (۲۰۱۵) و پس از پایان مسابقهٔ سث رالینز با استینگ واردرینگ شد و به رالینز بروگ کیک زد و در حالی که قصد کشف کردن چمدان مانی این د بنک خود را داشت کین پس از دو ماه غیبت به رینگ کشتی کج بازگشت و به رالینز حمله کرد و پس از اعتراض شیمس به این حرکت کین در جواب یک چوک اسلم از کیندر یافت کرد
دِ بار
شیمس در سال ۲۰۱۶با سزارو تیم دِ بار را تشکیل دانند و ۴بار قهرمان تگ تیم راو شدند
و در سال 2018 در قسمت ۱۰۰۰ شو اسمک داون  دِ بار با کمک بیگ شو نیودی را شکست دادند و قهرمان تگ تیم اسمکداون شدند.
در پی پر ویو کرون جول(crown jewel) در عربستان٬با موفقیت از کمربندهای خود مقابل نیودی دفاع کردند
و در سوروایور سریز به مصاف گروه ای او پی ( قهرمانان تگ تیم راو ) رفتند که شکست خوردند.
در تی ال سی هم با موفقیت از عنوان‌شان دربرابر گروه نیودی و اوسوز دفاع کردند.
اما در رویال رامبل ۲۰۱۹ دربرابر د میز و شین مکمن شکست خوردند و کمربندشان را از دست دادند.
شیمس و سزارو در رسلمینیا ۳۵ مقابل اوسوز و روسف و شینسوکه ناکامورا و آلیستر بلک و ریکوشی سر کمربندهای تگ تیم اسمکدان قرار گرفتند اما در نهایت اوسوز برنده این مسابقه شدند.
شیمس بعد این مسابقه دچار مصدومیت شدیدی شد و حتی شایعاتی مبنی بر بازنشسته شدن او به گوش می رسید اما او در نهایت با شخصیت سابقش به میادین برگشت و در رویال رامبل ۲۰۲۰ شورتی جی را شکست داد.

## فیلم شناسی
- لاک پشت های نینجا۲ ۲۰۱۶
- رویداد اصلی